# Beurten
Die Beurten (von holländisch: beurt, Ordnung, Reihe) waren Vereine von Schiffseigentümern, deren Zweck die Regelung der Fahrten für die auf derselben Strecke verkehrenden Schiffe war. 
Sie hatten in bestimmter Reihenfolge und in gleichen Zeitabständen zu fahren und durften nur eine bestimmte Zeit an den einzelnen Häfen auf Ladung warten, um dann dem nächsten Schiff Platz zu machen. Die solchen Vereinen angehörenden Schiffseigentümer nannte man Beurtman.
Das Prinzip hat sich in der Börteschifffahrt auf Helgoland erhalten.